# Orzechowce (wieś)
Orzechowce – wieś w Polsce, położona w województwie podkarpackim, w powiecie przemyskim, w gminie Żurawica.
| SIMC    | Nazwa         | Rodzaj    |
| ------- | ------------- | --------- |
| 0613808 | Barszczałówka | część wsi |
| 0613814 | Błonie        | część wsi |
| 0613820 | Czajków       | część wsi |
| 0613837 | Góra          | część wsi |
| 0613843 | Grobla        | część wsi |
| 0613850 | Klin          | część wsi |
| 0613866 | Kolonia       | część wsi |
| 0613872 | Zagrody       | część wsi |

W latach 1975–1998 wieś administracyjnie należała do ówczesnego województwa przemyskiego.
Wieś szlachecka, własność rodziny Lubomirskich, w 1589 roku  położona była w ziemi przemyskiej województwa ruskiego. 
W II Rzeczypospolitej wieś w powiecie przemyskim w województwie lwowskim.
W nocy z 19 i 20 czerwca nacjonaliści ukraińscy z OUN-UPA zamordowali tutaj 15 Polaków, paląc część gospodarstw.
Do 1954 roku istniała gmina Orzechowce.
Wieś jest siedzibą rzymskokatolickiej Parafii pod wezwaniem Matki Bożej Różańcowej.
W Orzechowcach znajduje się „Schronisko dla Bezdomnych Zwierząt”, do którego trafiają psy i koty z Jarosławia, Przemyśla i innych pobliskich miast i wsi. W Orzechowcach znajdują się jedne z największych wiatraków na Podkarpaciu.
W XV wieku wieś należała do rodziny Orzechowskich herbu Oksza, którzy od jej nazwy zaczerpnęli nazwisko.